# Amado (obispo de Segovia)
Amado fue un eclesiástico castellano, que ejerciendo de arcediano de Sepúlveda fue nombrado obispo de Segovia, gobernando su diócesis entre 1320 y 1321.
El rey Alfonso XI de Castilla le confirmó todos los privilegios que los anteriores monarcas habían concedido a los prelados segovianos, y fue uno de los asistentes al concilio celebrado en Palencia que organizó el cardenal Arnaldo de Falgueris en 1321, en el que el legado papal Guillaume Pierre Godin colocó la primera piedra de la catedral de Palencia.
| Predecesor: Benito Pérez | Obispo de Segovia 1320 - 1321 | Sucesor: Pedro de Cuéllar |